# Венко Марковски
Венко Марковски (Скопље, 15. март 1915 — Софија, 7. јануар 1988) био је македонски и бугарски поета, драмски писац и један од оснивача савремене македонске литературе.

## Биографија
Гимназију је завршио у Скопљу, а словенску филологију је студирао у Софији. Био је члан Македонске литературне групе, основане у Скопљу (1931) и Македонског литературног круга (1938-1941). Учесник у НОБ-у, члан Иницијативног одбора за АСНОМ-а и члан Председништва АСНОМ-а. У периоду 1944 — 1945. Активно учествује у раду комисије за нострификацију македонског књижевног језика.
1956. године је осуђен на петогодишњу робију на Голом отоку, а 1965. године се преселио у Бугарску где пише дела посвећене историји бугарског народа у којима сматра да су Македонци део бугарског народа.
Збирке стихова "Народни бигори" и "Огинот", издати 1938. година, су прве стиховне књиге на македонском језику. Од 1939. до 1954. године у Софији и у Скопљу су издате, између осталих, и "Елегии", "Гоце", "Илинден", "Чудна е Македонија", "Орлицата", "Гламји", романот у стиховим "Климе", "Над пламнати бездни", "Сказна за резбарот".
У "Народној бигори" и "Огинот", песме Марковског су народне, по карактеру љубавне песме испреплетене национално-ослободилачким мотивима. Касније, Марковски потпадна под снажни утицај социјалистичког реализма и са социјал-реалистичким стилом пише похвалне песме посвећене Титу.
1967. године у Софији је објавио "Епопеја незаборављених", 1975. године - "Изабрани дела".